# عبد الله بن الطفيل

خريطة توضح اماكن القبائل العربية في شبه الجزيرة العربية

عبد الله بن الطفيل بن مالك بن جعفر الكلابي العامري الهوازني أحد سادات بني جعفر وهو صديق أربد بن قيس في الجاهلية.

## نسبه
عبد الله بن الطفيل بن مالك بن جعفر بن كلاب بن ربيعة بن عامر بن صعصعة بن معاوية بن بكر بن هوازن من قيس عيلان.

## مولده
ولد في نجد عام 76 قبل الهجرة في الجاهلية.

## قتال القبائل والشعوب الأخرى
كان قائد هوازن وأخو وشقيق عامر بن الطفيل، كان شجاعا شاعرا قويا حازما وكان سيد في قومه وكان متحالف مع بني نمير وقد تقاتل مع قبائل كثيرة أهمها بني تميم و‌غطفان وهو الذي حالف بجيلة و‌بارق على خثعم و‌مذحج. أحلاف عبس و ذبيان وأحلافهم من أشجع وكلهم من غطفان (يعني أشجع وعبس وذبيان). وعرف بينه وبين مالك بن عوف النصري و النابغة الجعدي مهاجاه في الجاهلية. كما شارك مع الحارث بن وعلة في حربه ضد الفرس.

## مقتله
وفي يوم من الأيام هجم على بني مرة من ذبيان في بلادهم وكان مع مرة فزارة ومعهم بنو صرمة من ذبيان ومعهم جيش من عبس وأشجع فأحاطوا عبد الله من الجانبين وكان من الجيش الغطفاني عروة بن الورد و‌عنترة بن شداد و‌الربيع بن زياد العبسي وغيرهم من أشراف غطفان وأحلافهم من جهينة، فتولى قيادة عامر بن صعصعة من بعده شقيقه عامر بن الطفيل، ثم قُتل عبد الله على يد الربيع بن زياد العبسي، وكان ذلك عام 4 للهجرة.